# Alan Wilson
Alan „Blind Owl” Christie Wilson (n. 4 iulie 1943, Boston, Massachusetts, SUA – d. 3 septembrie 1970, Topanga⁠(d), Comitatul Los Angeles, California, SUA) a fost liderul, solistul și principalul compozitor al formației Canned Heat. De asemenea, el cânta la chitară și armonică, scriind majoritatea pieselor formației.
A murit la vârsta de 27 de ani, din cauza unei supradoze.